# ميكيل هانسن
ميكيل هانسن (بالدنماركية: Mikkel Hansen) مواليد 22 أكتوبر 1987 في هيليسينكور، هو لاعب كرة يد دانمركي يلعب كظهير أيسر.. اعتزل اللعبة في عام 2024. مثل منتخب الدنمارك لكرة اليد. شارك في دورة الألعاب الأولمبية الصيفية سنة 2008.

## المسيرة الاحترافية
لعب مع نادي جوج لكرة اليد في الدوري الدنماركي من سنة 2005 إلى 2008، ثم لعب مع نادي برشلونة لكرة اليد في الدوري الإسباني من سنة 2008 إلى 2010، ثم انضم إلى نادي باريس سان جيرمان لكرة اليد في الدوري الفرنسي في سنة 2012.

## سجل المنافسة
شارك في البطولات التالية:
- بطولة العالم لكرة اليد للرجال 2015
- بطولة أوروبا لكرة اليد للرجال 2012
- بطولة أوروبا لكرة اليد للرجال 2014
- بطولة أوروبا لكرة اليد للرجال 2016
- الألعاب الأولمبية الصيفية 2012
- الألعاب الأولمبية الصيفية 2016
- بطولة العالم لكرة اليد للرجال 2019

## الإنجازات
- الدوري الدنماركي لكرة اليد:
  - الفوز: 2007، 2011، 2012
  - الميدالية الفضية: 2006، 2008
  - النهائي: 2007، 2008
- الدوري الإسباني لكرة اليد:
  - الميدالية الفضية: 2009، 2010
- كأس إسبانيا لكرة اليد:
  - الفوز: 2010
  - النهائي: 2009
- كأس السوبر الإسبانية لكرة اليد:
  - الفوز: 2009، 2010
- كأس ملك إسبانيا لكرة اليد:
  - الفوز: 2009، 2010
- الدوري الفرنسي لكرة اليد:
  - الفوز (3)

## روابط خارجية
- ميكيل هانسن على موقع الاتحاد الدولي لكرة اليد (الإنجليزية)
- ميكيل هانسن على موقع الاتحاد الأوروبي لكرة اليد (الإنجليزية)
- ميكيل هانسن على موقع الاتحاد الفرنسي لكرة اليد (الفرنسية)
- ميكيل هانسن على موقع اللجنة الأولمبية الدولية (الإنجليزية)
- ميكيل هانسن على موقع أوليمبيديا (الإنجليزية)